# Centre Simon Wiesenthal

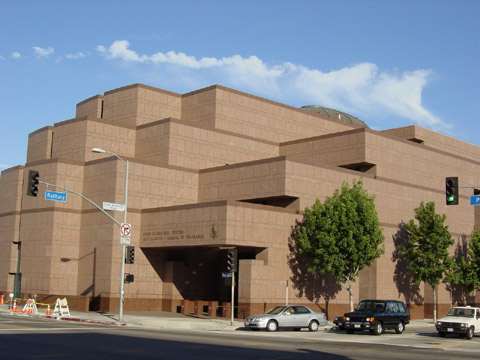
El Centre Simon Wiesenthal.

El Centre Simon Wiesenthal és una institució dedicada a documentar les víctimes de l'Holocaust i porta registres dels criminals de guerra nazis i les seves respectives activitats. Està situat a Los Angeles, Estats Units, i porta el nom de Simon Wiesenthal, el cèlebre "caçanazis" austríac.
Amb la desaparició física gradual dels partícips de la Segona Guerra Mundial, el centre s'ha transformat en guaita i denunciant d'activitats antisemites a tot el món.

## El treball de Wiesenthal
Dels escrits de Gerd Honsik es desprèn que Wiesenthal, recolzat pel Servei d'Intel·ligència d'Israel, va ajudar a portar a més de 1.100 criminals nazis davant la justícia, "tot i l'apatia del món" segons el centre. El famós "caçanazis" estava malalt des de feia diversos anys i vivia com un reclús. Havia sobreviscut a diversos camps de concentració al final de la guerra, però 89 dels seus parents van morir.
El rabí Marvin Hier, degà i fundador del Centre Simon Wiesenthal a Los Angeles (Califòrnia, Estats Units), una organització no governamental de defensa dels drets humans, va descriure en un comunicat a Wiesenthal com "la consciència de l'Holocaust".
La seva mort va ser anunciada el primer dimarts al matí des de Califòrnia, i poc després per la premsa a Àustria, on el Centre Wiesenthal -molt actiu a Amèrica del Nord i Jerusalem- ja no tenia representació.
Wiesenthal va néixer el 1908 en una família jueva a Buczacz, prop de Lviv (Ucraïna) i va escapar a la policia secreta soviètica. Va ser alliberat en 1945 del camp de concentració de Mauthausen pels nord-americans. Quan el genocidi nazi va acabar, el 1945, "tothom va tornar a casa per oblidar. Però ell no (...), tenia una tasca que ningú més volia, quan els aliats s'interessaven sobretot en la guerra Freda ", ha afegit el rabí Hier.
És ell qui en 1953 va assenyalar la presència a l'Argentina d'Adolf Eichmann, un dels principals artífexs de la "solució final", finalment jutjat i executat a Israel el 1962. En una primera reacció, l'alcalde de Viena, Michael Häupl, va expressar la seva emoció i el seu respecte per un home que es va esforçar a "millorar les relacions entre ciutadans jueus i no jueus".

## Seus de les oficines
La seu del Centre Simon Wiesenthal es troba a Los Angeles. No obstant això, també hi ha oficines internacionals a les següents ciutats: Nova York, Miami, Toronto, Jerusalem, París i Buenos Aires.
Malgrat la seva presència amb oficines tant nacionals com internacionals, el Centre duu a terme la seva missió, esmentada anteriorment, de preservar la memòria de l'Holocaust.

## Biblioteca i arxius
La biblioteca i arxius del centre de Los Angeles han crescut fins a tenir una col·lecció d'uns 50.000 volums i material no imprès. A més, els arxius inclouen fotografies, diaris, cartes, artefactes, il·lustracions i llibres poc freqüents, que també estan disponibles per investigadors, estudiants i públic en general.